# گائو یینگینگ
گائو یینگینگ (انگلیسی: Gao Yingying؛ زادهٔ ۱۷ سپتامبر ۱۹۸۱) بازیکن فوتبال اهل چین است.